# 李继和
李继和（963年—1008年），字周叔。北宋潞州上党县（今山西省长治市）人，李处耘次子。
李继和以荫补供奉官，三次升迁官至洛苑使。宋真宗咸平年间，奏请修筑镇戎军城（今宁夏固原市），于是知镇戎军兼原州、渭州、仪州都巡检使。领平州刺史，兼泾州、原州、仪州、渭州钤辖，咸平五年（1002年），在天麻川杀卫埋族，陇山外诸族全都恐惧内附。咸平六年（1003年），出为并州、代州钤辖。官至殿前都虞候、领端州防御使。李继和自幼习武艺，好谈方略，知书明礼，所至有治绩。但是对待属下严酷少恩，杖罚过当。去世后，赠镇国军节度使。

## 延伸阅读
[在维基数据编辑]
 《宋史·卷468》，出自脱脱《宋史》